# Литовская (Земельная) церковь
Литовская (Земельная) церковь — утраченный лютеранский храм в Советске, одна из достопримечательностей города Тильзита. 

## История
Церковная литовская община возникла в Тильзите уже во времена герцога Альбрехта, тогда была построена первая литовская церковь — это был фахверковый дом без башни и колоколов. Она использовалась немецким населением города во время строительства Немецкой церкви (с 1598 по 1612 гг.).  После нескольких ремонтов в XVII и начале XVIII века церковное здание из-за ветхости было снесено.
Старая церковь была заменена на новую по планам земельного мастера Карла Людвига Бергиуса в 1757. Российская императрица  Елизавета Петровна, которая обращалась с Восточной Пруссией, как со своей провинцией, выделила 1383 талера на строительство церкви. Новая Литовская (по-другому Земельная) церковь получила овальную форму и башенку. Во внутренней части устойчивые тосканские колонны держали на постаментах деревянный  свод. 
На восточной стене церкви стоял алтарь. Он был приобщен к архитектуре колонн. В 1853 и 1927  годы церковь претерпела обширные  восстановительные работы.
В 1818 году церковь получила 2 колокола из литейного завода Кёнигсберга.
Орган был торжественно открыт 9 сентября 1860 года.
Если Немецкая церковь насчитывала в 1925 году в целом 45 000 членов общины (территория города и городская окраина), то к Литовской  церкви в том же самом году относилось 8.800 прихожан (территория города и окрестность по эту и ту стороны Мемеля). В Литовской церкви трудились 2 священника.

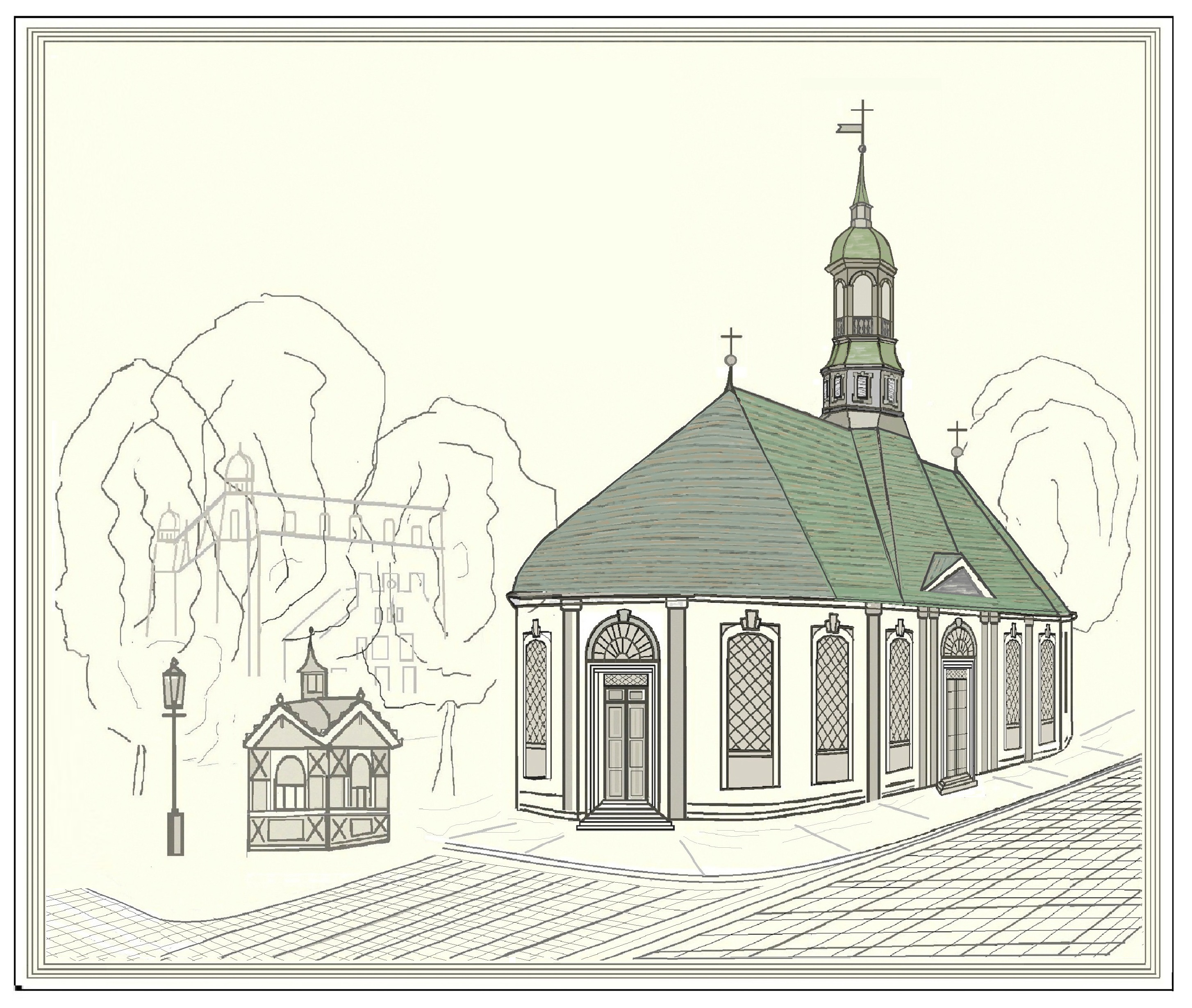
Литовская (Земельная) церковь, рисунок.

Церковное здание пережило Вторую мировую войну без ощутимых повреждений. Однако после пожара, вызванного, скорее всего, детскими шалостями, она сгорела  и окончательно была снесена в 1952 году. 